# بلنغرد
بلنغرد (بالفارسية: پلنگرد) هي قرية تقع في قسم نبوت الريفي (مقاطعة إيوان) في إيران. يقدر عدد سكانها بـ 395 نسمة بحسب إحصاء 2016.